# Katharine Graham
Katharine Meyer "Kay" Graham, född 16 juni 1917 i New York City, New York, död 17 juli 2001 i Boise i Idaho, var en amerikansk publicist och ansvarig utgivare för tidningen Washington Post under mer än 20 år.

## Biografi
Katharine Graham tillhörde ägarfamiljen Meyer och var ansvarig utgivare under den tid då Washington Post följde New York Times med att publicera Pentagon Papers och därefter som ledande nyhetsmedia bevakade Watergateaffären, vilken till slut ledde fram till att USA:s president Richard Nixon ansåg sig tvungen att avgå.
Katharine Graham nådde stor framgång med sina memoarer (Personal History), för vilken hon erhöll Pulitzerpriset 1998.
Katharine Graham fick fyra barn tillsammans med sin man Philip Graham.

## Populärkultur
I Steven Spielbergs dramafilm The Post från 2017 spelas rollen som Katharine Graham av Meryl Streep.